# Эдвард Виндзор, барон Даунпатрик
Эдвард Эдмунд Максимилиан Джордж Виндзор (англ. Edward Edmund Maximilian George Windsor; родился 2 декабря 1988, Лондон, Великобритания) — член британского королевского дома, модельер. Старший сын Джорджа Виндзора, графа Сент-Эндрюса, и старший внук герцога Кентского Эдварда. Носит титул учтивости барон Даунпатрик.

## Биография
Эдвард Виндзор родился в 1988 году в госпитале Святой Марии в Лондоне. Он получил образование в Итоне и в Оксфорде, где изучал лингвистику с упором на немецкий и французский языки. После университета Виндзор хотел пойти в армию, но отказался от этой идеи из-за травмы, полученной при игре в рэгби. Некоторое время он работал финансовым аналитиком в компании JP Morgan, в 2016 году стал модельером. Виндзор является соучредителем и креативным директором модного лейбла FIDIR, который он запустил совместно с Джастином Далби в 2017 году. Его компания разрабатывает модели одежды и аксессуары (бумажники, сумки и т.п.). Специалисты констатируют, что для Виндзора наиболее актуальны мотивы Горной Шотландии.
Как праправнук короля Георга V по прямой мужской линии, Эдвард с момента рождения был включён в линию британского престолонаследия. Однако в 2003 году, в возрасте 15 лет, он перешёл из лона англиканской церкви в католичество и автоматически потерял права на корону Великобритании. Пятью годами позже примеру брата последовала Марина Виндзор. Как старший сын старшего сына герцога Кентского, Эдвард в перспективе должен получить этот титул. Однако пока его отец носит титул учтивости граф Сент-Эндрюс, а сам Эдвард — титул учтивости барон Даунпатрик.